# Jászapáti (distrikt)
Jászapáti är ett distrikt i Ungern. Det ligger i provinsen Jász-Nagykun-Szolnok, i den centrala delen av landet, 80 km öster om huvudstaden Budapest.